# Oreosyce
Oreosyce là một chi thực vật có hoa trong họ Cucurbitaceae.

## Loài
Chi Oreosyce gồm các loài:
| - Oreosyce africana - Oreosyce aspera - Oreosyce bequaerti - Oreosyce holstii - Oreosyce kellerii | - Oreosyce parvifolia - Oreosyce subsericea - Oreosyce triangularis - Oreosyce villosa |